# Exoskelett (biologi)
Exoskelett eller yttre skelett, även kallat ektoskelett. Ordet exoskelett kommer av grekiskans exō som betyder ute eller utåt. Ett exoskelett är ett yttre skelett, till motsats från ett endoskelett som är ett inre skelett. Exoskelettet finns där för att stödja, men också för att skydda djurets mjukare inre.
Ibland kallar man ryggradsdjurens täckben för exoskelett, här ingår till exempel vissa ben i skallen. Ibland kallar man hos ryggradsdjuren endast rena överhudsbildningar för exoskelett, exempel på detta är hornplåtarna hos sköldpaddor och bältor.
Ett hudskelett är bildat av huden.
Djur med exoskelett är ofta ganska små eftersom ett sådant skelett skulle bli tungt att bära för större djur. Bland många djur, exempelvis insekter, så måste exoskelettet bytas ut, ömsas, för att djuret skall kunna växa. Under denna tid är djuret ofta mycket sårbart.

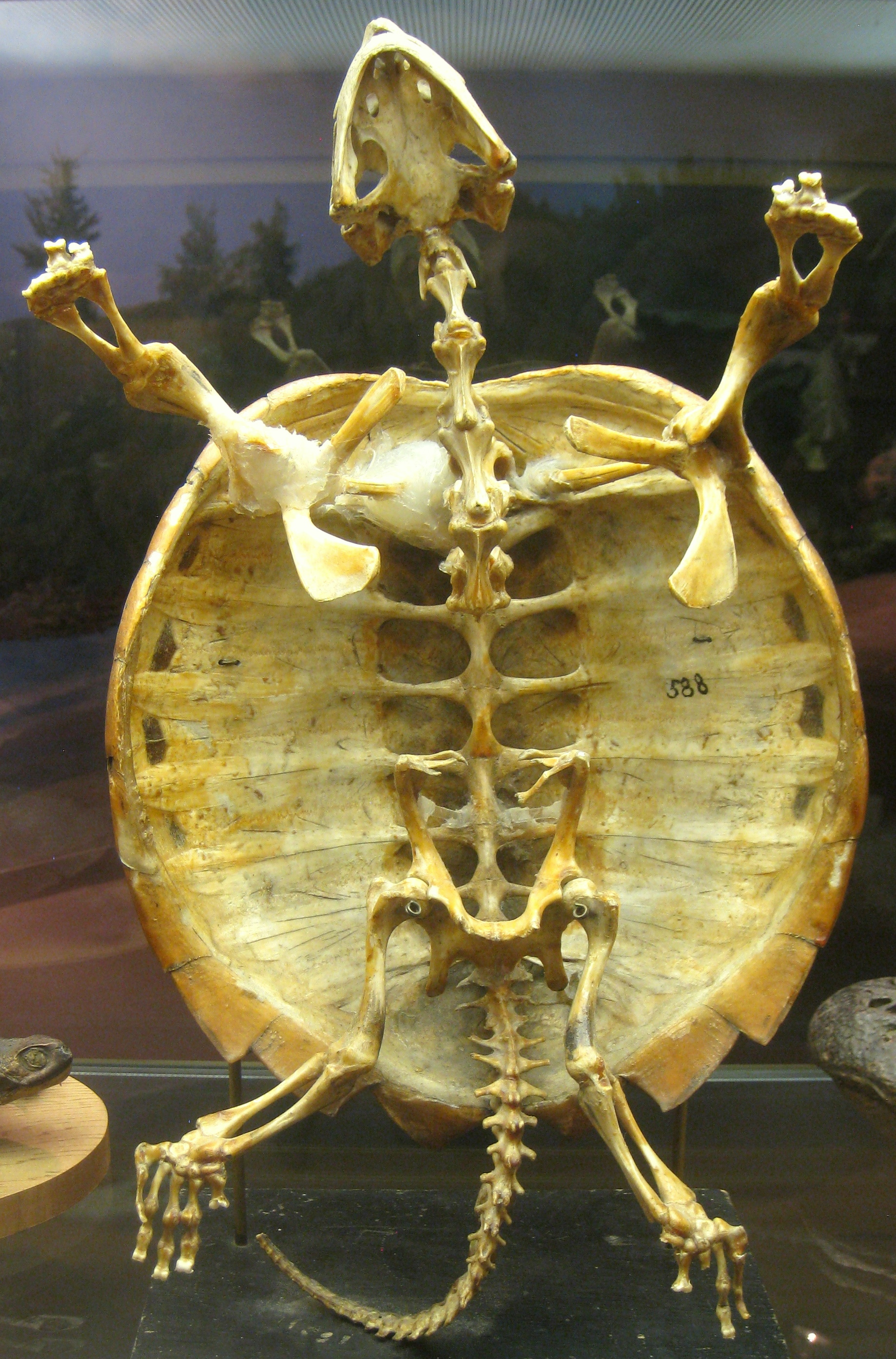
Sköldpaddor har både ett inre och ett yttre skelett.
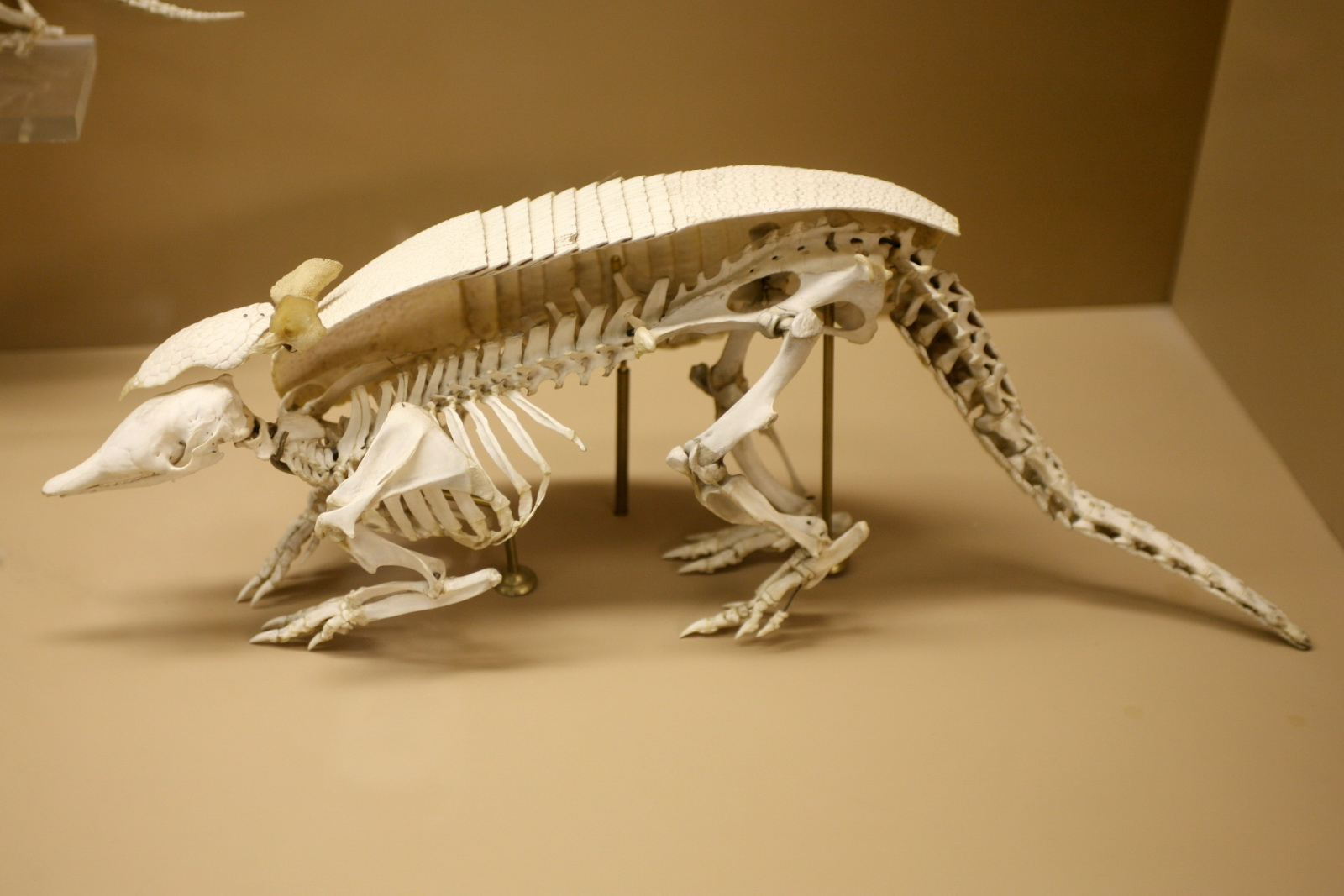
Skelett av ett bältdjur, halva exoskelettet har tagits bort för att man bättre skall se in.
Man kan räkna människans pannben och hjässben som exoskelett. Det är de två översta benen. På bilden har pannbenet gul färg och siffra 1. Hjässbenet är blå på bilden och har siffran 2.[1]
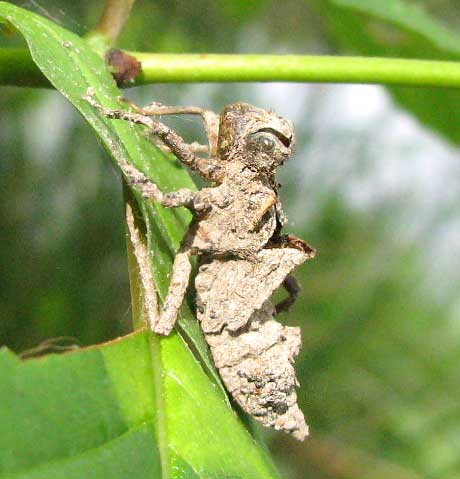
Ett ömsat exoskelett från en trollsländelarv.

## Leddjur
Alla leddjur har ett exoskelett. Till leddjuren hör till exempel insekter, spindeldjur, kräftdjur och tusenfotingar men också de numera utdöda trilobiterna. Leddjurens exoskelett är ett hudskelett. Det består av en kutikula, som inte består av celler utan av ej levande material som har avsöndrats av hudens celler. Exoskelettet utgör bland landlevande leddjur ett viktigt skydd mot uttorkning.Leddjurens muskler är fästa vid skelettet.
Det yttersta lagret av leddjurens exoskelett består av ett vaxigt vattentätt lager. Under detta finns lager som bland annat innehåller ett ämne som heter kitin, en aminopolysackarid som tillsammans med bland annat proteiner gör kutikulan motståndskraftig och hård.
Alla leddjur ömsar sitt exoskelett och när detta sker är för ett tag det mycket mjukt.
Leddjuren har rörliga leder, leder där exoskelettet inte är lika hårt vilket gör att de kan röra sig.
Många landlevande leddjur har små hål i exoskelettet kallade spirakler. Från spiraklerna går luftrör kallade trakéer som bildar det trakésystem som är djurens andningsorgan.

Illustration av en myras yttre delar, siffrorna 12, 15 och 17 pekar på olika spirakel

Rörliga leder behövs för att en insekt skall kunna flyga. I dessa leder är exoskelettet mjukare. B(röda prickar) - visar var dessa leder sitter. (benens rörliga leder är inte med i denna förenklade illustration)